# تپه سه چغا
تپه سه چغا مربوط به مس وسنگ - دوره اشکانیان است و در شهرستان کرمانشاه، بخش ماهیدشت، دهستان چغانرگس، ۱۰۰ متری جنوب غرب روستای عباس‌آباد سه چغا واقع شده و این اثر در تاریخ ۷ اسفند ۱۳۸۶ با شمارهٔ ثبت ۲۱۷۵۱ به‌عنوان یکی از آثار ملی ایران به ثبت رسیده است.